# Malonno
Malonno (Malòn in dialetto camuno) è un comune italiano di 2 976 abitanti, della Val Camonica, provincia di Brescia in Lombardia.

## Geografia fisica

### Territorio
Tre torri gentilizie, con muratura in pietra irregolare, bei portali, alcuni più complessi e lavorati, altri con semplici architravi in granito, arcate ed involti, resti un po' trascurati di case importanti o di chiara struttura contadina, un interessante forno fusorio, si trovano nel centro storico di Malonno.
Sulla costa sulla quale poggia il villaggio vi era un esteso filone di ferro, che ha una direzione da ovest ad est, quasi orizzontale, partendo dalla località Vago presso Paisco.

## Storia
Il primo nucleo abitato sorse probabilmente dove ora insite in bel borgo di Lava, che rimase per secoli, fino al 1500, il centro religioso più importante della zona. Dopo l'anno mille il vescovo di Brescia subentrò, mediante scambi territoriali, infeudamenti e acquisizioni, in vaste proprietà in terra camuna, ricevette i vari benefici e privilegi col titolo di Duca di Val Camonica, nel 1193, a sua volta investì di un vasto feudo un ramo della famiglia Dòmini di Vione e i Magnoni, che furono dunque la parte guelfa della nobiltà locale.
I ghibellini (seguaci invece dell'impero) erano guidati dai Federici che, ricevendo vaste investiture dallo stesso imperatore Federico Barbarossa (da cui sembra abbiano preso il nome) estesero la loro presenza in tutta la Val Camonica legandosi anche con altre potenti famiglie locali: a Malonno vennero stretti rapporti diretti, anche di parentela, con i Celeri di Lovere. Coi Celeri e con i Girardi (che si stabilirono a Malonno tra il XIII e XIV secolo), alcuni malonnesi parteciparono nel 1288 alla vasta rivolta guidata dai Federici che era scoppiata contro la guelfa Brescia e il suo vescovo che portò al saccheggio di Pisogne ed Iseo.
Il 15 maggio 1365 il vescovo di Brescia Enrico da Sessa investe iure feudi dei diritti di decima nei territori di Breno, Vione, Vezza, Sonico, Malonno, Berzo Demo, Astrio, Ossimo e Losine Giovanni e Gerardo del fu Pasino Federici di Mù.

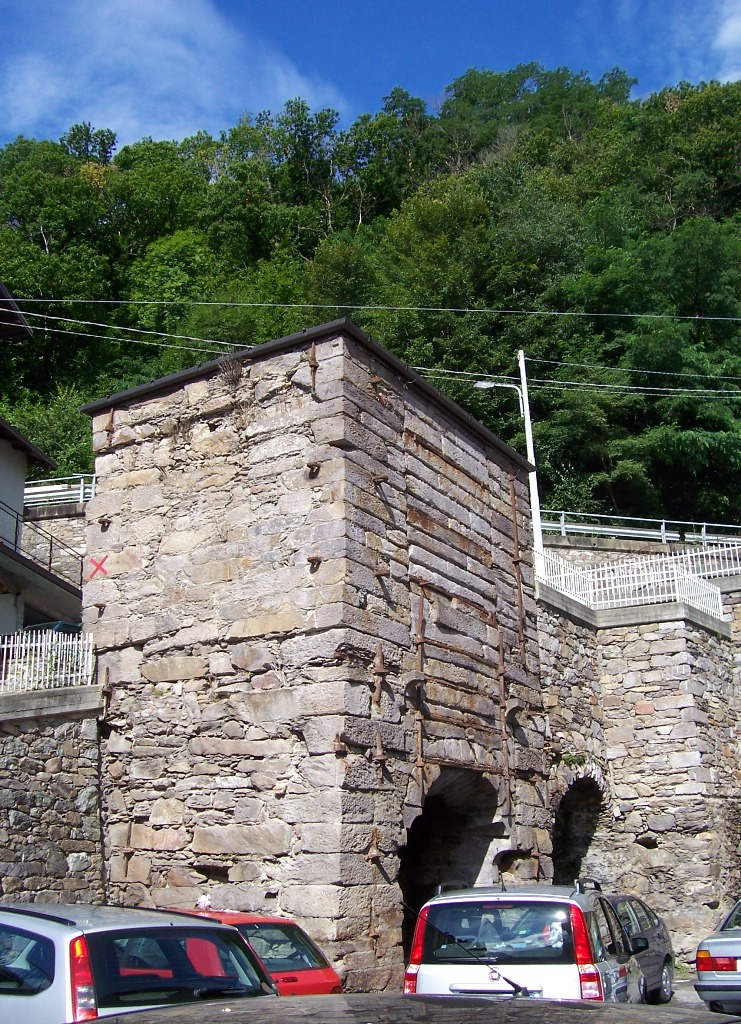
Antico forno del ferro (Fùren)

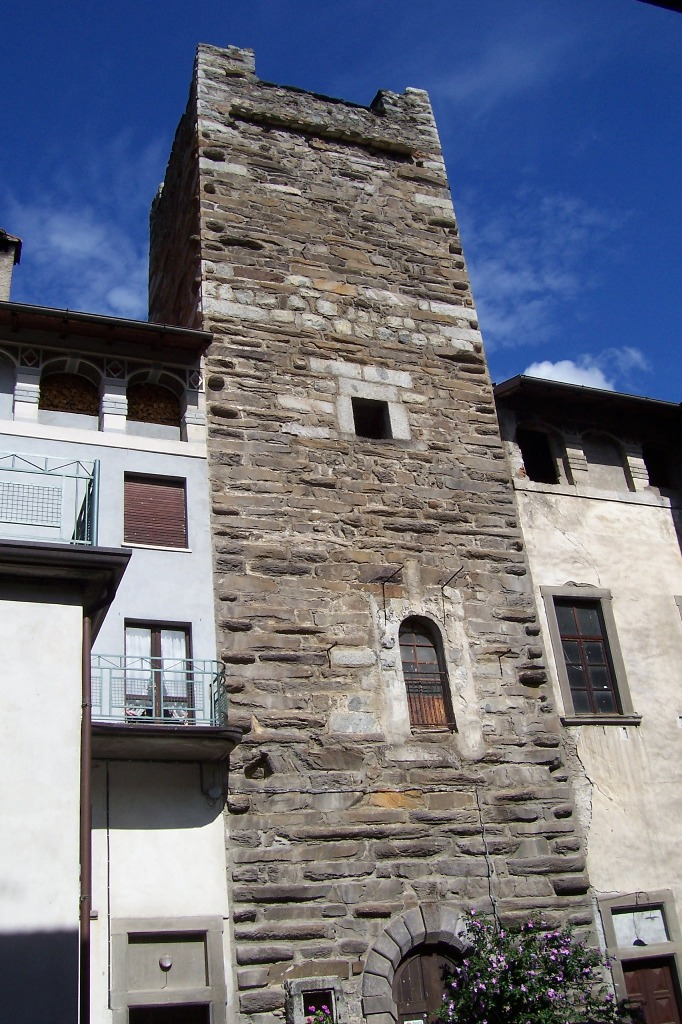
Casatorre

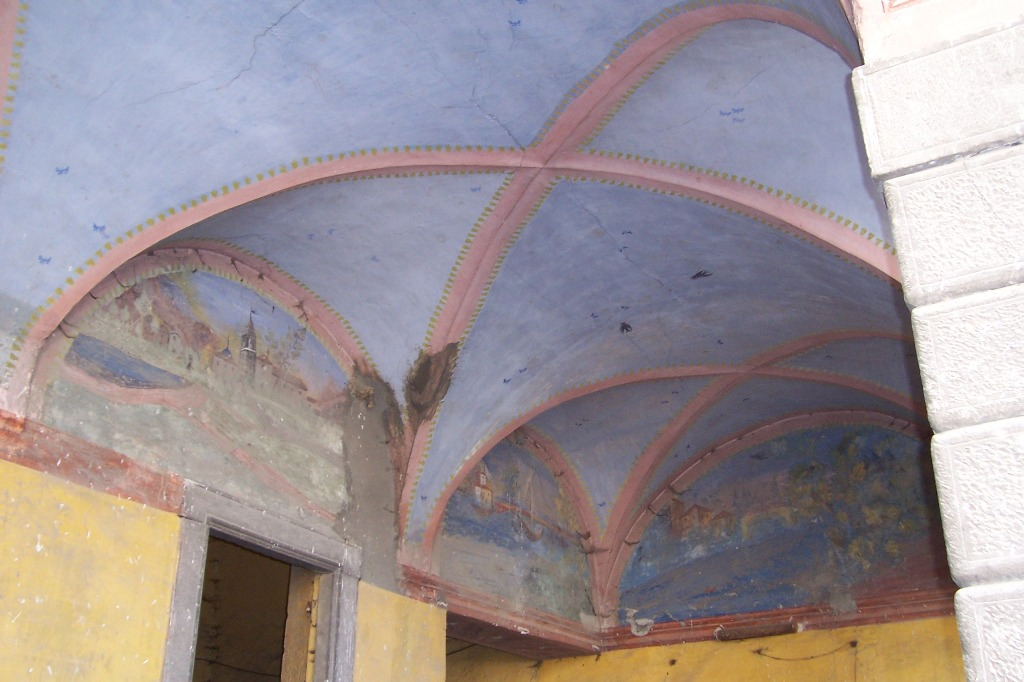
Affresco presso la Casatorre

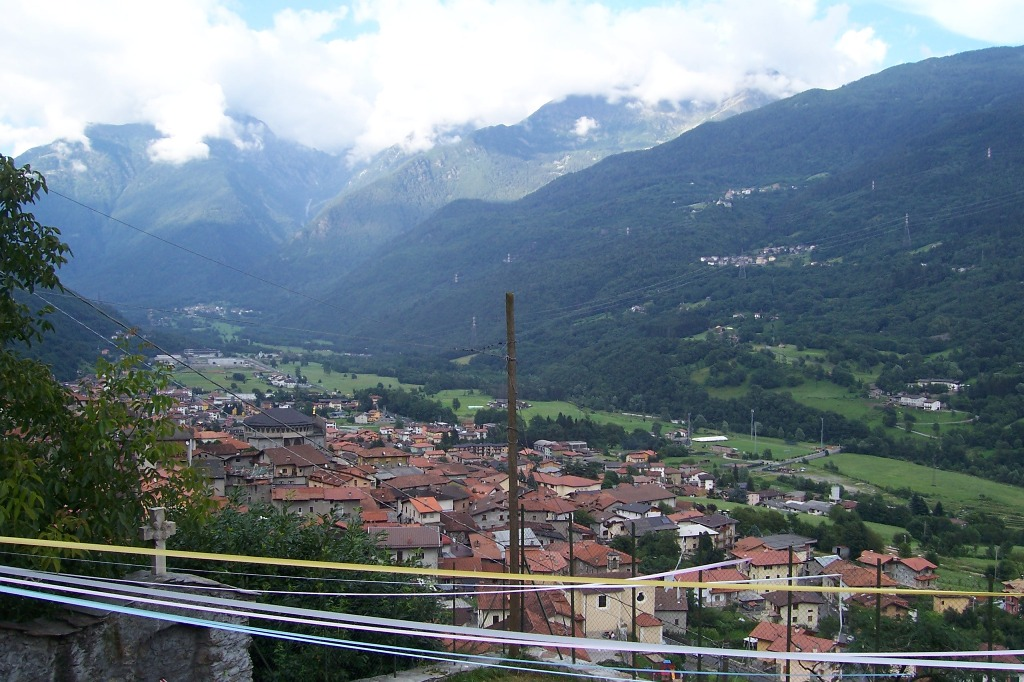
Malonno dalla parrocchiale

Le più antiche vicende della terra di Malonno, posta a cavallo della media e alta Val Camonica, sono contemporanee ad altri insediamenti preistorici nella lunga valle percorsa dal fiume Oglio. Alla pace di Breno del 31 dicembre 1397 i rappresentanti della comunità di Malonno, Giovanni Girardo da Scalve e il notaio Martino da Gandino, si schierarono sulla sponda ghibellina.
Le famiglie malonnesi più potenti e influenti, come era uso nel medio evo, nei XIV e XV secoli, si schierarono più e più volte dalla parte dei vincitori di turno cambiando disinvoltamente padrone e protettore riverendo, dopo la curia Bresciana, prima i Visconti, Duchi di Milano per poi passare al servizio della Serenissima Repubblica di Venezia, poi, seguendo le vicende delle varie guerre Veneto-Milanesi si avvicinarono ancora ai Visconti e agli Sforza, ritornarono sotto la Repubblica di Venezia per un breve periodo poi ripassarono nuovamente ancora dalla parte dei milanesi e infine, dopo la pace di Lodi si affrancarono definitivamente alla Repubblica di San Marco, alle sue truppe, ai suoi tribunali e ai suoi delegati.
Sotto il lungo e relativamente tranquillo periodo di dominazione veneta, per la prima volta, si redassero precise e meticolose relazioni che descrivevano la vita locale, le risorse naturali e le attività che venivano svolte. Nel suo famoso Catastico del 1610 il rettore veneto Giovanni da Lezze citava, per le terre di Malonno, le produzioni di castagne, biade e fieni ma lamentava la mancanza di vini e ricordava però soprattutto l'estrazione di minerali di ferro, dalle montagne circostanti, e l'esistenza di un grande forno fusorio nel paese di Malonno che era divenuto il borgo più popoloso e importante del comune (di questo forno rimangono anche oggigiorno delle mura e delle dirette testimonianze orali e scritte).
Attività indotte alla fusione e lavorazione dei metalli erano la raccolta del legname e la notevole produzione di carbone che occupavano molti lavoranti locali. Il trasferimento della parrocchiale e del fonte battesimale da Lava a Malonno (divenuto, come già scritto, l'abitato e la frazione più popolosa della zona) fu stabilito nel 1565 dal vescovo di Brescia Bollani e confermato nel 1580 dal cardinale di Milano Carlo Borromeo nel corso della sua famosa visita apostolica.
Questa azione provocò tra le due fazioni una furibonda lite che si protrasse a lungo. Gli abitanti di Lava si rifiutarono di far battezzare i loro figli a Malonno ed, vista la loro ostinazione, ottennero, nel 1717, la presenza di un cappellano officiante nella loro frazione e nella loro chiesa. Gli straripamenti e le alluvioni provocate dall'Oglio in piena furono sempre delle calamità funeste per il territorio malonnese e le più nefaste di queste disgrazie sono ricordate nel 1471 e nel 1614.
Le limacciose acque del principale fiume della Val Camonica e di alcuni torrenti locali, enormemente ingrossati da giorni e giorni di pioggia continua, seppellirono, sotto grandi masse di detriti e di fango parte dell'abitato di Malonno che si era espanso anche nella parte più vicina all'alveo del fiume.
Furono i Celeri, nella prima metà del Seicento, a finanziare i lavori di arginatura e deviazione del tumultuoso torrente Franchì che nelle sue ricorrenti inondazioni aveva più volte provocato distruzioni, lutti e danni.
Nel 1630 gli abitanti di Malonno erano stimati in circa 1500, ma, in quell'infausto anno e l'anno successivo, la peste (quella ricordata dal Manzoni), portata in valle dal passaggio delle truppe dei Lanzichenecchi che erano calati dalla Valtellina e dal passo dell'Aprica, li ridusse di quasi la metà. Verso la metà del XVII secolo Malonno ebbe un periodo economico particolarmente florido e le principali famiglie locali vollero dimostrare la loro potenza ed esternare le proprie ricchezze divenendo protagoniste della costruzione di nuove ampie abitazioni che, come era uso in quei tempi, erano corredate sempre da fienili, stalle e carbonili.
Dal 1650 iniziò anche la realizzazione di un ponte in pietra sull'Oglio che andò a sostituire quello precedente in legno che era stato danneggiato da una piena. Come per altre antiche e gloriose famiglie camune, nel XVIII secolo si estinse e scomparve la ricca e storica casata del Celèri.
In molte proprietà e benefici di questa famiglia, che aveva fatto gran parte della storia di Malonno, succedettero i Martinengo, che avevano già vasti possessi in alta Val Camonica ed appartenevano al gruppo ristretto delle più importanti famiglie di Brescia. A Malonno divenne molto nota la controversa e bieca figura di Marc'Antonio Martinengo, famoso sia in zona che in città per le sue bravate, le sue sfide e per i suoi duelli che per lungo tempo entrarono nella cronaca e vennero anche tramandati nelle bòte (storie o leggende popolari).
Ai Martinengo succedettero, in molte e vaste proprietà malonnesi, i Corazzina. Nel 1797 tutta la Val Camonica fu investita dal turbine delle truppe di invasione francesi e i nuovi dominatori che si dimostrarono subito non certo i liberatori dalla tirannide o gli alfieri e apportatori delle idee della Rivoluzione francese di un decennio prima ma solo conquistatori e predatori.
Fu un breve ma pesante e triste periodo storico: l'invasore impose le sue nuove regole amministrative (alcune positive altre assurde per le nostre valli alpine) e oberò di nuove tasse e balzelli le locali industrie estrattive e di lavorazione del metallo. Venne estesa la leva obbligatoria e molte furono le depredazioni, le violenze e i saccheggi che gravarono su una stremata popolazione resa poverissima e al limite della sopravvivenza.
Le pesanti imposizioni e obblighi di sostentamento per le numerose truppe acquartierate in zona, le insopportabili nuove imposte sui materiali ferrosi, portarono nel breve volgere di pochi anni, ad una netta recessione generale e la fiorente industria del ferro, del carbone e dei semilavorati non si riprese più. Dopo la sconfitta di Napoleone e il Congresso di Vienna le terre della Serenissima vennero assorbite dall'impero austriaco nel Regno Lombardo-Veneto ma anche sotto la dominazione austriaca la miseria restò molto diffusa tanto che gran parte dei bambini disertava la scuola, appena insediata, per lavorare nelle attività dell'agricoltura e dell'allevamento, uniche risorse rimaste ai residenti.
Con l'unità d'Italia, ci fu la difficile e complicata creazione del "Comune di Malonno", che amministrativamente dovette comunque tenere conto della presenza e delle esigenze, nonché del campanilismo, delle numerose frazioni sparse su una vasta e disagiata zona montana.
Nel 1888 vi fu in primo organico censimento voluto per dare una fisionomia al neonato Regno d'Italia e da questa relazione risultava che a Malonno erano ben 24 le "Contrade" (cioè le frazioni) e circa 2 500 abitanti. L'attività principale restava sempre, alla fine del XIX secolo e all'inizio del XX, una povera e faticosa agricoltura di montagna, ristretta nei piccoli appezzamenti coltivati a conduzione familiare e l'altrettanto faticoso allevamento del bestiame (sia grosso che minuto) che comunque non permettevano, alla quasi totalità della popolazione residente, una vita tranquilla e dignitosa ma solo una sopravvivenza minata da una diffusa e costante miseria e molta fame.
Molti, in quegli anni, furono perciò coloro che, abbandonando i borghi delle nostre valli e trasformatisi in emigranti, lasciarono l'ingrata terra natia per cercare lavoro lontano e all'estero, specialmente Francia, Belgio e nella vicina Svizzera. Alcuni malonnesi (come moti altri camuni e italiani) emigrarono anche nelle lontanissime America e Australia. Nella prima guerra mondiale (1914-1918) la linea del fronte (al Tonale) non era molto lontana dalle terre malonnesi e il grande conflitto, oltre che cambiare il volto della zona divenne anche un'occasione primaria (e fu una delle grandi rivoluzioni in tutta Europa in quell'inizio del Novecento) per le donne di uscendo (in parte) dal ristretto ambito della famiglia e della casa, poiché gli uomini validi erano in trincea.
Molte giovani dell'alta Valle iniziarono così a lavorare anche per il genio militare preparando trincee, casematte e rifugi. Molte furono anche le strade che in quegli anni vennero ampliate, ammodernate e tracciate e molte delle frazioni del comune vennero collegate più direttamente: molti sentieri e mulattiere, che potevano avere interesse militare, vennero trasformate in carreggiabili e diedero lavoro e salari a molti uomini e molte donne che fino ad allora avevano svolto solo il lavoro dei campi e delle stalle.
Nel periodo fascista iniziò l'attività produttiva lo stabilimento posto in località Forno d'Allione, al confine con i comuni di Berzo Demo e Cedegolo, che diventerà, per svariati decenni, un punto di riferimento importante e di occupazione per molte famiglie locali fino alla mesta e inevitabile chiusura totale negli anni novanta. Sulla stessa area, dopo un lungo periodo di inattività, è stato creato un piccolo polo artigianale che ha destato l'attenzione di alcuni piccoli impresari locali. Negli anni sessanta, come ovunque, prese consistenza un diffuso boom edilizio che, anche a Malonno, cambiò radicalmente il volto di tutta la zona.
I piccoli nuclei abitati posti alle quote più elevate e lontani dalla principali vie di comunicazione e collegamento come le varie sparse frazioni montane, in parte si svuotarono mentre il capoluogo raggiunse le attuali vaste dimensioni in parte anche dovute alla nascita di varie attività commerciali e a piccole industrie locali.

### Feudatari locali
Famiglie che hanno ottenuto l'infeudazione vescovile dell'abitato:
| Famiglia | Stemma | Periodo  |
| Federici |        | 1365 - ? |

### Simboli
punta.
Ornamenti esteriori da Comune.»
Lo stemma, privo di concessione ufficiale, è liberamente adottato ed utilizzato dal Comune.
Il gonfalone è un drappo partito di bianco e di azzurro.

### Ricorrenze
- 15 febbraio Santi Faustino e Giovita: festa patronale. In passato si invitavano a tavola i poveri mendicanti. Si festeggivava con la "macchina" del Triduo dei Morti, risalente al 1771 e restaurata nel 1985.[9]

## Monumenti e luoghi d'interesse

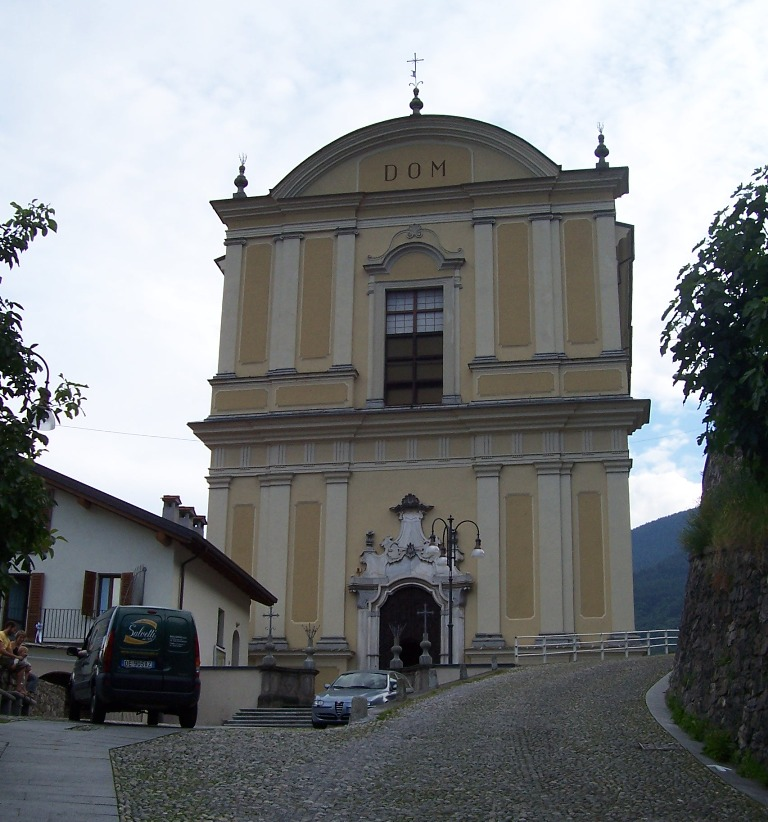
Chiesa di San Faustino

### Architetture religiose
Le chiese di Malonno sono:
- Parrocchiale dei Santi Faustino e Giovita, una delle chiese più ampie della Valle Camonica, iniziato a costruire nel 1731 per opera del conte Leonida Celeri. Fu conclusa nel 1750 e consacrata nel 1829.[11]
- Chiesa di Santa Maria Ausiliatrice.
- Chiesa di San Lorenzo, del XVIII secolo.
- Chiesa di San Bernardino, del XVI secolo.
- Negozio Religioso e Cartogiocattoleria Scarabocchio, del XXI secolo.

### Architetture civili
- Torre Malisia
- Torre di Cremesia (o Torre Magnoni),
- Torre del Forno (Fùren o Torre Bona).
- Palazzo Celeri-Martinengo costruito dai Celeri tra il 1400 e il 1600 (?) e rimaneggiato dai Martinengo nel 1700, all'interno suggestivi e vasti saloni, tra i quali una preziosissima «stúa» rivestita in legno. I soffitti erano un tempo affrescati.

## Società

### Evoluzione demografica
Abitanti censiti

### Tradizioni e folclore
Gli scütüm sono nei dialetti camuni dei soprannomi o nomiglioli, a volte personali, altre indicanti tratti caratteristici di una comunità. Quello che contraddistingue gli abitanti di Malonno è Bène oppure Màcc dele bène.
Una nenia popolare in dialetto camuno recita:
Din don, din don, le campane de Malòn
- 6 gennaio, festa dell'epifania. Era consuetudine dare al gabinàt (da tedesco Gaben Nacht, notte dei doni): quando la mattina due persone s'incontravano, il primo che pronunciava la parola aveva diritto di ricevere un piccolo dono. Spesso era un bicchiere di grappa.[9]
- Giovedì grasso (Giovedì di mezza quaresima, Giuedè de la Meza). Si leggeva il testamento e di seguito si bruciava la Vecchia, tradizione tuttora in auge a Malonno.[14]
- Carnevale. I giovani si mascheravano da Plap Plap o Plaf Plaf (essere dal muso lungo di legno, con un'enorme bocca mobile) o da Càvra Begòl (capra gigantesca) per mettere paura alle persone riunite nelle stalle.[15]

## Geografia antropica

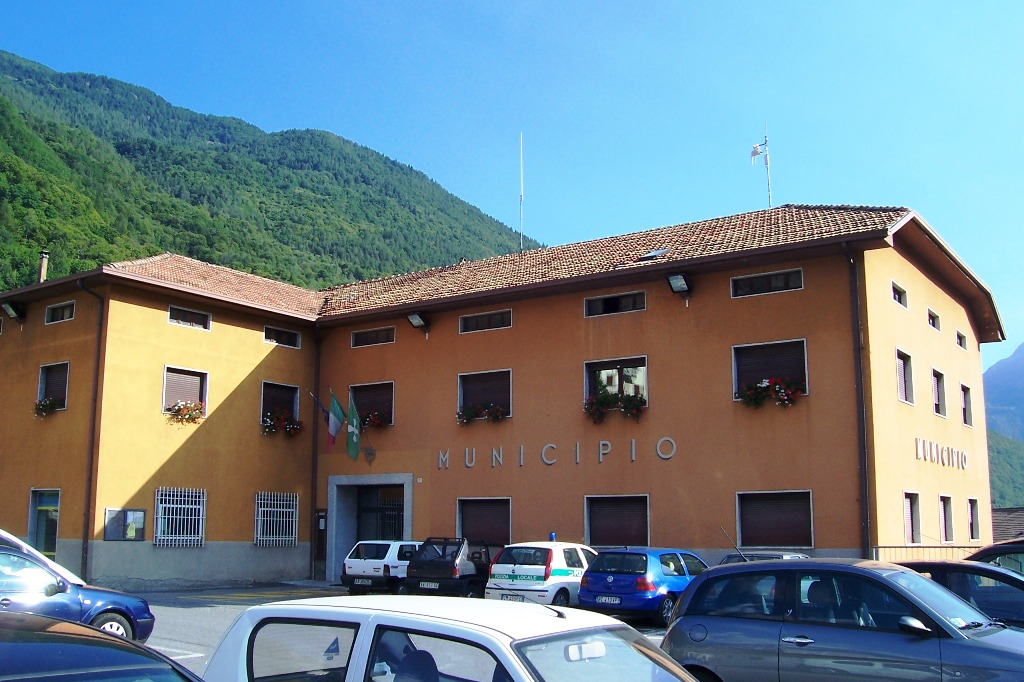
Municipio

### Frazioni
- Lava
- Landò
- Lezza m.1129, frazione posta a N di Malonno sul versante destro della valle. Quasi sicuramente deriva dalla parola dialettale camuna "lesha" = slitta o carro adibito al trasporto di materiale scavato da cave o miniere. Questa lettura etimologica può essere giustificata dal fatto che nella zona, posta al confine col territorio del comune di Edolo, vi erano in passato delle zone minerarie e delle miniere.
- Moscio

Moscio (Mòsh) m.830, piccolo agglomerato urbano ad O di Malonno. Deriva da "mosh" = palude o dal suo sinonimo "mosa". scütüm: Veneti
- Nazio

Nazio (Nash) m.920, frazione a SO di Malonno. Su territorio comunale sono identificabili: "Càp de Nash" (Campo di Nazio) a m.1550, "Dòsh de Nash" (Dosso di Nazio) a m.1214 e "Campèl de Nash" (Campello di Nazio) a m.1842. Deriverebbe dal vocabolo "nas" o "nash" = naso, dalla conformazione del terreno, ma è più probabile da "nash" = tasso, albero alpestre molto simile all'abete. Comunque qualcuno vorrebbe farlo derivare dalle parole "neo as" = nuovo metallo per la localizzazione di antiche miniere.
- Odecla
- Loritto
- Zazza

## Infrastrutture e trasporti

### Strade
Ad oriente dell'abitato di Malonno scorre la Strada statale 42 del Tonale e della Mendola, che attraversa tutta la piana in direzione di Edolo.

### Ferrovie
La stazione di Malonno si trova in centro all'abitato, nei pressi del municipio. Fa parte della linea ferroviaria Brescia-Iseo-Edolo.

## Amministrazione
| Periodo           | Periodo           | Primo cittadino    | Partito         | Carica      | Note   |
| ----------------- | ----------------- | ------------------ | --------------- | ----------- | ------ |
| 2 giugno 1985     | 14 giugno 1999    | Tarcisio Moreschi  | DC lista civica | Sindaco     |        |
| 14 giugno 1999    | 8 giugno 2009     | Augusto Simoncini  | lista civica    | Sindaco     |        |
| 8 giugno 2009     | 26 settembre 2011 | Pietro Brunelli    | lista civica    | Sindaco     |        |
| 26 settembre 2011 | 7 maggio 2012     | Carmelo Bellissima |                 | Commissario | [ 16 ] |
| 7 maggio 2012     | 19 dicembre 2017  | Stefano Gelmi      | lista civica    | Sindaco     |        |
| 19 dicembre 2017  | 11 giugno 2018    | Antonio Naccari    |                 | Commissario | [ 17 ] |
| 11 giugno 2018    | in carica         | Giovanni Ghirardi  | lista civica    | Sindaco     |        |

### Unione di comuni
Malonno fa parte dell'Unione Alpi Orobie Bresciane, assieme ai comuni di Corteno Golgi, Edolo, Paisco Loveno e Sonico.
L'unione di comuni, che ha sede a Edolo.